# Chouzavá
Chouzavá je část obce Voznice v okrese Příbram. V roce 2011 zde trvale žilo padesát obyvatel ve Středočeském kraji. V osadě je 96 obytných objektů, ovšem většinu z nich tvoří chaty.
Samotná osada Chouzavá (též Chouzava) leží na hranici okresů a je rozdělena na dvě základní sídelní jednotky do dvou obcí:
- Chouzavá I – základní sídelní jednotka a část obce Voznice (okres Příbram)
- Chouzavá II – základní sídelní jednotka v obci Kytín (okres Praha-západ)

## Historie
První písemná zmínka o vesnici pochází z roku 1603. Původní název osady zněl Chodová – prý zde sídlili polští „chodové“ čili „pochůzkáři“.

## Obyvatelstvo
| Rok            | 1869 | 1880 | 1890 | 1900 | 1910 | 1921 | 1930 | 1950 | 1961 | 1970 | 1980 | 1991 | 2001 | 2011 | 2021 |
| -------------- | ---- | ---- | ---- | ---- | ---- | ---- | ---- | ---- | ---- | ---- | ---- | ---- | ---- | ---- | ---- |
| Počet obyvatel | 57   | 58   | 62   | 62   | 59   | 64   | 48   | 16   | 20   | 12   | 14   | 11   | 8    | 50   | 102  |
| Počet domů     | 8    | 7    | 10   | 10   | 10   | 10   | 9    | 9    | 9    | 2    | 3    | 2    | 2    | 6    | 20   |

## Obecní správa
Při sčítání lidu v letech 1900–1949 Chozavá byla osadou města Dobříš v okrese Příbram. Roku 1950 se obec Voznice i s osadou Chouzavá od obce Dobříš oddělila.